# Бидерман, Роберт
Роберт Людвик Кароль Бидерман (пол. Robert Ludwik Karol Biedermann; 21 августа 1836 года, Здуньска-Воля ― 10 сентября 1899, Лодзь) ― польский фабрикант, один из пионеров развития промышленности в Лодзи.

## Биография
Происходил из немецкой семьи, поселившейся в XVIII веке в Великой Польше, позднее переехавшей в Здуньскую-Волю, чтобы окончательно осесть в Лодзи. Отец Роберта Бидермана был пастором, а мать — дочерью ткача. Бидерман в юности также учился ткацкому делу, устроившись в подмастерья. В 1863 году он получил в вечное пользование более 14 га земли на берегу реки Лудка. В 1864 году основал мастерскую по производству пряжи, шерстяных и хлопковых тканей. Помог ему в этом деле его брак с Эммой Браун, которая принесла с собой богатое приданое.
В 1877 году Бидерман запустил производство изделий из шерсти и мебельного плюша, а в 1892-м ― ткацкую фабрику. Вскоре на его средства были возведены дома для рабочих его предприятий.
Между 1905 и 1907 годов Бидерманы, как и все лодзинские промышленники, имели серьёзные проблемы в связи с серией забастовок работников компании, происходивших в ходе революции 1905―1907 годов. После смерти Роберта Бидермана 10 сентября 1899 управление его предприятиями перешло сыновьям Альфреду и Бруно.

После Второй мировой войны компания Бидермана была национализирована и получила название Завод хлопчатобумажной промышленности им. Симона Гарнама «Рена Корд». В настоящее время после ремонта на месте бывшего предприятия располагается фирма «Атлас» (ул. Килинского, дом 2).

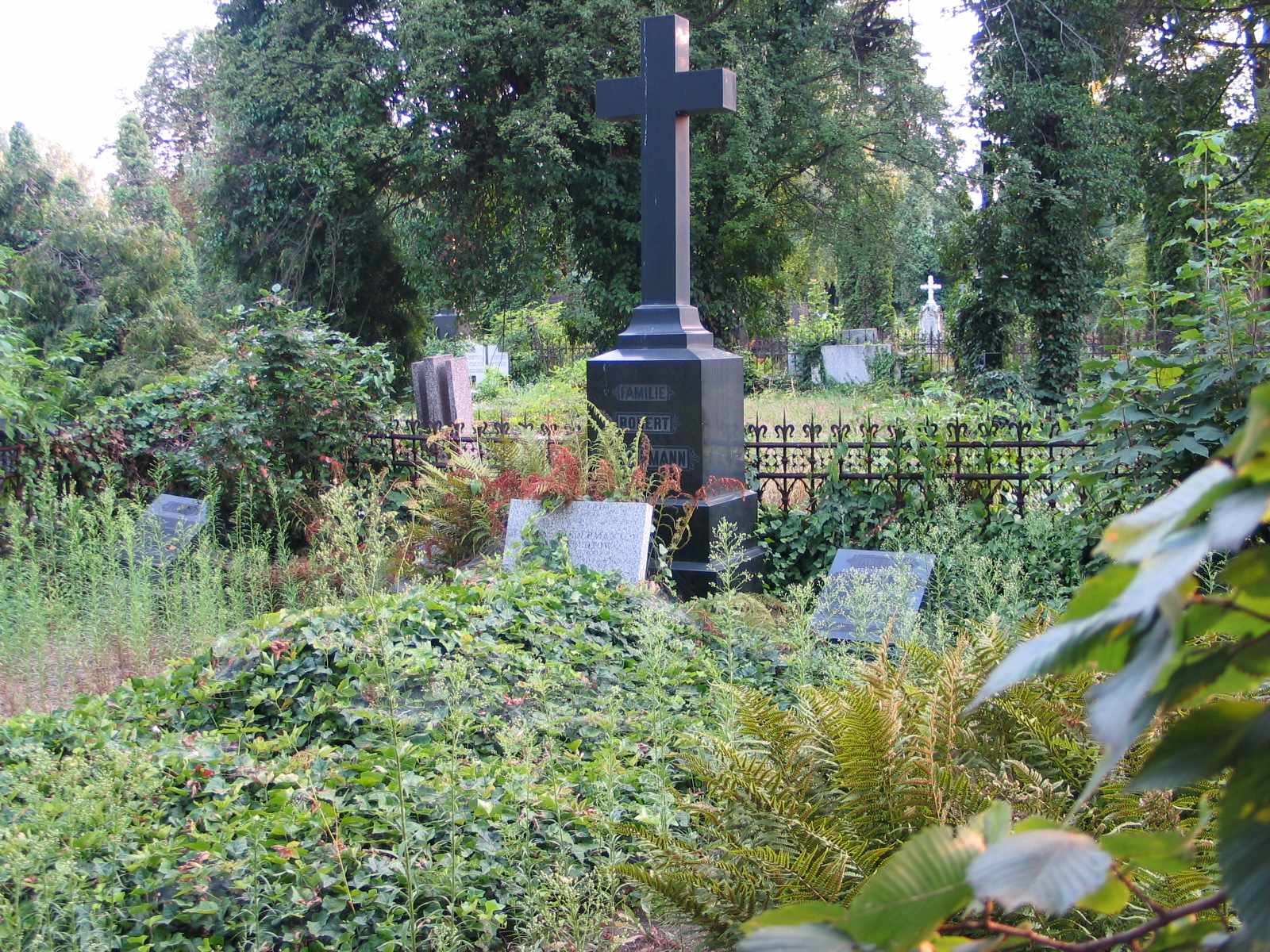
Могила Роберта Бидермана

## Личная жизнь
11 апреля 1863 Робер Бидерман женился на Адельме Эмме, дочери Фридриха Эдуарда Брауна, владельца мануфактуры хлопчатобумажных изделий. В браке родилось тринадцать детей: Роберт (1864―1927), Эмми Адели (1865―1940), Альфред (1866―1936), Паулина (1868―1921), Вильгельма Эдуарда (1869―1888), Густав (1871―1953), Фриди (1872―1957), Адельми Иды (1876―1928), Клары Фанни (1877―1966), Бруно Отто (1878―1945), Элизе (1879―1901), Хедвиг Йоханна (1881―1958), Евгения ― умерла в младенчестве.